# Списак премијера Канаде
Премијер Канаде је државни званичник који службује као први министар круне, председавајући Кабинета, а самим тим и шеф владе Канаде. Двадесет четворо особа је обављало  дужност премијера, закључно са 2025. годином. Званично, премијера именује генерални гувернер Канаде, али по уставној конвенцији, премијер мора остварити политичку подршку Доњег дома Канаде. Иначе, ово је вођа посланичког клуба са највећим бројем места у дому. Али ако том лидеру недостаје подршка већине, генерални гувернер може да именује другог лидера који има ту подршку или може да распусти парламент и распише нове изборе. Према уставној конвенцији, премијеру припада место у парламенту, а од почетка 20. века прецизирано је да се то односи на Доњи дом.
Функција није наведена ни у једном од докумената који чине писани део Устава Канаде; извршна власт је формално поверена суверену и врши се у његово име од стране генералног гувернера. Мандат премијера је део канадске уставне конвенције. Канцеларија је направљена по узору на ону која је постојала у Уједињеном Краљевству у то време. Виконт Монк је 24. маја 1867. године затражио Џону А. Макдоналду да формира прву владу Канадске конфедерације. Први кабинет је ступио на дужност 1. јула 1867. године.

## Термин
Почетак премијерског мандата одређен је датумом полагања заклетве за вођење министарства којим руководи премијер, јер није неопходно званично полагање премијерске заклетве. Међутим, од 1957. године, нови премијер је полагао заклетву та премијера. Пре 1920. године, оставке премијера је одмах прихватао генерални гувернер, а последњи дан трајања владе био је датум његове смрти или датум оставке. Од 1920. године, одлазећи премијер је формално подносио оставку када је нова влада била спремна за формирање. Interpretation Act из 1967. каже да „када именовање ступи на снагу или престаје одређеног дана, сматра се да је то именовање ступило на снагу или да је престало након истека претходног дана“. Дакле, иако одлазећи премијер формално подноси оставку само неколико сати пре него што ново министарство положи заклетву, оба током дана, министарства се фактички мењају у поноћ претходне ноћи. Неки извори, укључујући и канадски парламент, примењују ову конвенцију још од 1917. г. Два премијера су умрла на дужности: Џон А. Макдоналд (1867–1873, 1878–1891) и Џон Томпсон (1892–1894), обојица природном смрћу. Сви остали су дали оставке, било након пораза на изборима или након пензионисања.

## Премијери
Канадски обичај је да се рачуна по појединцима који су били премијер, а не по премијерским мандатима. Од Конфедерације, генерални гувернер је „позвао“ 24 премијера да формирају 30 канадских министарстава.
| Број      | Слика | Име                                   | Мандат: Од          | До                  | Странка                               | Кабинет                    | Реф.          |
| --------- | ----- | ------------------------------------- | ------------------- | ------------------- | ------------------------------------- | -------------------------- | ------------- |
| 1         |       | Џон А. Макдоналд (1815–1891)          | 1. јул 1867.        | 5. новембар 1873.   | Либерално-конзервативна партија       | 1.                         | [ 5 ] [ 6 ]   |
| 2         |       | Александар Макензи (1822–1892)        | 7. септембар 1873.  | 8. октобар 1878.    | Либерална партија Канаде              | 2.                         | [ 7 ] [ 8 ]   |
| _ 2 од 2  |       | Џон А. Макдоналд (1815–1891)          | 17. октобар 1878.   | 6. јун 1891.        | Либерално-конзервативна партија       | 3.                         | [ 9 ] [ 10 ]  |
| 3         |       | Џон Абот (1821–1893)                  | 16. јун 1891.       | 24. новембар 1892.  | Либерално-конзервативна партија       | 4.                         | [ 11 ] [ 12 ] |
| 4         |       | Џон Томпсон (1845–1894)               | 5. децембар 1892.   | 12. новембар 1894.  | Либерално-конзервативна партија       | 5.                         | [ 13 ] [ 14 ] |
| 5         |       | Макензи Боуел (1823–1917)             | 21. децембар 1894.  | 27. април 1896.     | Конзервативна партија Канаде          | 6.                         | [ 15 ] [ 16 ] |
| 6         |       | Чарлс Тапер (1821–1915)               | 1. мај 1896.        | 8. јул 1896.        | Конзервативна партија Канаде          | 7.                         | [ 17 ] [ 18 ] |
| 7         |       | Вилфрид Лорије (1841–1919)            | 11. јул 1896.       | 6. октобар 1911.    | Либерална партија Канаде              | 8.                         | [ 19 ] [ 20 ] |
| 8         |       | Роберт Борден (1854–1937)             | 10. октобар 1911.   | 10. јул 1920.       | Јунионистичка партија                 | 9. (1911–17) 10. (1917–20) | [ 21 ] [ 22 ] |
| 9 1 од 2  |       | Артур Мејен (1874–1960)               | 10. јул 1920.       | 29. децембар 1921.  | Конзервативна партија Канаде          | 11.                        | [ 23 ] [ 24 ] |
| 10 1 од 3 |       | Вилијам Лион Макензи Кинг (1874–1950) | 29. децембар 1921.  | 28. јун 1926.       | Либерална партија Канаде              | 12.                        | [ 25 ] [ 26 ] |
| _ 2 од 2  |       | Артур Мејен (1874–1960)               | 29. јун 1926.       | 25. септембар 1926. | Конзервативна партија Канаде          | 13.                        | [ 23 ] [ 27 ] |
| _ 2 од 3  |       | Вилијам Лион Макензи Кинг (1874–1950) | 25. септембар 1926. | 7. август 1930.     | Конзервативна партија Канаде          | 14.                        | [ 25 ] [ 28 ] |
| 11        |       | Р. Б. Бенет (1870–1947)               | 7. август 1930.     | 23. октобар 1935.   | Конзервативна партија Канаде          | 15.                        | [ 29 ] [ 30 ] |
| _ 3 од 3  |       | Вилијам Лион Макензи Кинг (1874–1950) | 23. октобар 1935.   | 15. новембар 1948.  | Либерална партија Канаде              | 16.                        | [ 25 ] [ 31 ] |
| 12        |       | Луис Сент. Лоран (1882–1973)          | 15. новембар 1948.  | 21. јун 1957.       | Либерална партија Канаде              | 17.                        | [ 32 ] [ 33 ] |
| 13        |       | Џон Дифенбејкер (1895–1979)           | 21. јун 1957.       | 22. април 1963.     | Напредно конзервативна партија Канаде | 18.                        | [ 34 ] [ 35 ] |
| 14        |       | Лестер Пирсон (1897–1972)             | 22. април 1963.     | 20. април 1968.     | Либерална партија Канаде              | 19.                        | [ 36 ] [ 37 ] |
| 15 1 од 2 |       | Пјер Тридо (1919–2000)                | 20. април 1968.     | 4. јун 1979.        | Либерална партија Канаде              | 20.                        | [ 38 ]        |
| 16        |       | Џо Кларк (р. 1939)                    | 4. јун 1979.        | 3. март 1980.       | Напредно конзервативна партија Канаде | 21.                        | [ 39 ]        |
| _ 2 од 2  |       | Пјер Тридо (1919–2000)                | 3. март 1980.       | 30. јун 1984.       | Либерална партија Канаде              | 22.                        | [ 38 ]        |
| 17        |       | Џон Тарнер (1929–2020)                | 30. јун 1984.       | 17. септембар 1984. | Либерална партија Канаде              | 23.                        | [ 40 ]        |
| 18        |       | Брајан Малруни (1939–2024)            | 17. септембар 1984. | 25. јун 1993.       | Напредно конзервативна партија Канаде | 24.                        | [ 41 ]        |
| 19        |       | Ким Кембел (р. 1947)                  | 25. јун 1993.       | 4. новембар 1993.   | Напредно конзервативна партија Канаде | 25.                        | [ 42 ]        |
| 20        |       | Жан Кретјен (р. 1934)                 | 4. новембар 1993.   | 12. децембар 2003.  | Либерална партија Канаде              | 26.                        | [ 43 ]        |
| 21        |       | Пол Мартин (р. 1938)                  | 12. децембар 2003.  | 6. фебруар 2006.    | Либерална партија Канаде              | 27.                        | [ 41 ]        |
| 22        |       | Стивен Харпер (р. 1959)               | 6. фебруар 2006.    | 4. новембар 2015.   | Конзервативна партија Канаде          | 28.                        | [ 44 ]        |
| 23        |       | Џастин Трудо (р. 1971)                | 4. новембар 2015.   | 14. март 2025.      | Либерална партија Канаде              | 29.                        | [ 45 ]        |
| 24        |       | Марк Карни (р. 1965)                  | 14. март 2025.      | Тренутно            | Либерална партија Канаде              | 30.                        | [ 46 ]        |

## Живи премијери
- Жан Кретјен
(1993−2003)
Рођен 11 јануар, 1934.
(91 година, 153 дана)
- Пол Мартин
(2003−2006)
Рођен 28 август, 1938.
(86 година, 289 дана)
- Џо Кларк
(1979−1980)
Рођен 5 јун, 1939.
(86 година, 8 дана)
- Ким Кембел
(1993−1993)
Рођен 10 март, 1947.
(78 година, 95 дана)
- Стивен Харпер
(2006−2015)
Рођен 30 април, 1959.
(66 година, 44 дана)
- Марк Карни
(2025−тренутно)
Рођен 16 март, 1965.
(60 година, 89 дана)
- Џастин Трудо
(2015−2025)
Рођен 25 децембар, 1971.
(53 године, 170 дана)